# 連立
 結託、合同、 提携、連携、連合、連立などと和訳される英語の名詞Coalition（読み：コアリジョン）は、主に幾つかの社会科学の分野の研究対象としても見出される、二人かそれ以上の人々、党派、国家、政党、軍隊、もしくはその他の会派が、しばしば一時的に、共通の目的を達成する協力において、一緒に働くことを合意する場合に形成される集団（英: group、日本語においてはあるいはその集団を成すこと）を指す。英語Coalitionは目標を達成するのに一緒に行うことを含意している。

## 形成
National Democratic Instituteと The Oslo Center for Peace and Human Rightsが出版したA Guide for Political Partiesによれば、連立形成には五つの段階がある：

## 機能
連立は広がった二つの範疇に分かれる：内的連立（英:  internal coalition）と外的連立（英:  external coalition）とに。
内的連立は、職場のような、常に組織の中の者の人々から成り立つ。
これに対し、外的連立はひとつの跨った目的を達成する努力を協働するものである異なった組織の構成員であるところの人々から成り立つ。

## 慣用

### 経済
経済主体は結託を形成しうる。経済的目標をめぐり結託が形成される場合、その原因は'財務的'（英:  financial）なものである。経済学では、買い手と売り手や二つの売り手のような二つの相反するセクターは、外延的な意味で、一つの目標を達成するよう一時的に一緒に行う集団として、それを一緒に行うひとつの結託として見なし得る。経済学では、結託の形成とその安定性はゲーム理論の手段をもって大いに研究される。

### 著作
- ロバート・アクセルロッドの『つきあい方の科学』

### 事項
- 企業連合
- 協同的統率 （英語: Collaborative leadership ）
- 業務提携
- 人民戦線
- 政党連合
- 選挙協力
- 統一戦線
- 複数政党制
- 連立政権の国々の一覧 （英語:  List of countries with coalition governments  ）